# Anthophora fulvitarsis
Anthophora fulvitarsis är en biart som beskrevs av Gaspard Auguste Brullé 1832. Anthophora fulvitarsis ingår i släktet pälsbin, och familjen långtungebin. Inga underarter finns listade i Catalogue of Life.